# Peperomia scutilimba
Peperomia scutilimba är en pepparväxtart som beskrevs av Truman George Yuncker. Peperomia scutilimba ingår i släktet peperomior, och familjen pepparväxter. Inga underarter finns listade i Catalogue of Life.